# Sweet Seymour Skinner’s Baadasssss Song
«Sweet Seymour Skinner’s Baadasssss Song» (рус. Сладкая песня Сеймура Скиннера) — девятнадцатый эпизод пятого сезона мультсериала «Симпсоны» и сотый эпизод сериала в целом. Премьера эпизода на телеканале Fox в США была 28 апреля 1994 года.
По сюжету эпизода Суперинтендант Чалмерс увольняет Сеймура Скиннера после аварийной ситуации в Спрингфилдской начальной школе. Барт, чувствуя частичную ответственность за увольнение Скиннера, пытается помочь старому знакомому снова получить работу.
Эпизод был написан Биллом Оэкли и Джошом Вэйнстеином и был срежиссирован Бобом Андерсоном. Она была выбрана для выпуска в 1999 году в видеосборнике избранных эпизодов The Simpsons: Greatest Hits. Эпизод содержит культурные отсылки к таким фильмам, как «Чужой» и «Цельнометаллическая оболочка». Название эпизода является пародией на название фильма «Свит Свитбэк: Песня мерзавца» (англ. Sweet Sweetback’s Baadasssss Song).
Эпизод, получивший в основном положительные отзывы от телевизионных критиков, приобрёл рейтинг Нильсена 12,7 и высший эфирный рейтинг недели на телеканале Fox.

## Сюжет
На урок «Покажи и расскажи» в школе надо принести какой-либо интересный предмет. Отказавшись от идеи взять домашнее видео Симпсонов, Барт приводит Маленького Помощника Санты. Его презентация на уроке была хорошо принята классом, но закрытый в кладовке Маленький Помощник Санты проникает в школьную вентиляцию. Директор Скиннер поручает поимку пса садовнику Вилли, пёс пойман, но вентиляционный короб под тяжестью Вилли вот-вот обрушится из-под потолка спортзала. Во время спасательной операции появляется Суперинтендант Чалмерс, собака падает на него, Чалмерс успокаивается, а когда Вилли падает на него, возмущённый Чалмерс увольняет Скиннера, шокировав этим учеников школы.
Чалмерс назначает Неда Фландерса в качестве нового директора Спрингфилдской начальной школы, но когда Фландерс разрешает детям делать в школе то, что они хотят, школа становится сумасшедшим домом. Тем временем Барт дружит с теперь безработным Скиннером и смеётся с ним над тем, что творится в школе. Страдая от одиночества, Скиннер идёт на сверхсрочную службу в армии Соединенных Штатов.
Вместо того чтобы радоваться отсутствием дисциплины в школе, Барт чувствует себя виноватым в причинении страданий Скиннеру. Барт пытается показать плохое руководство Фландерса Чалмерсу, чтобы Скиннера восстановили на работе. Несмотря на хаос в школе, Чалмерс отказывается уволить Фландерса, но, услышав упоминание им Бога по всей школе, сразу за это увольняет. Скиннер снова директор школы, они с Бартом опять становятся врагами. В честь возвращения Скиннера они обнимаются, однако, как только они расходятся, выясняется, что Барт наклеил на спину Скиннера записку «Пни меня», а Скиннер на спину Барта — записку «Учи меня».

## Первое появление
Младенец Джеральд